# Inondazione di San Marcello (1219)
La prima inondazione di San Marcello, avvenuta il 16 gennaio 1219, interessò le zone costiere del Mare del Nord in seguito ad una mareggiata che colpì le coste degli attuali Paesi Bassi. Prende il nome da San Marcello Papa, festeggiato il 16 gennaio.
Viene chiamata prima inondazione di San Marcello per distinguerla dalla seconda abbattutasi sulle coste dei delle Isole Britanniche e del Mare dei Wadden tra il 15 e il 16 gennaio 1362.
L'inondazione interessò in particolare l'area settentrionale dell'Olanda e dello Zuiderzee causando circa 36 000 vittime. 